# Kabinet-Wilson IV
Het kabinet–Wilson IV was de uitvoerende macht van de Britse overheid van 10 oktober 1974 tot 5 april 1976. Het kabinet werd gevormd door de Labour Party na de vervroegde verkiezingen van oktober 1974 met Harold Wilson de partijleider van de Labour Party voor een vierde termijn als premier. In het kabinet zaten meerdere (toekomstige) prominenten zoals: Denis Healey, James Callaghan, Roy Jenkins, Tony Benn, Shirley Williams, Michael Foot en Tony Crosland. Op 5 april 1976 trad Wilson af nadat bij hem de eerste verschijnselen van de ziekte van Alzheimer waren geconstateerd, hij werd opgevolgd door minister van Buitenlandse Zaken James Callaghan.

## Samenstelling
| Ambtsbekleder                                                           | Ambtsbekleder    | Ambtsbekleder                               | Functie(s)                                        | Ambtstermijn | Ambtstermijn      | Partij       |
| ----------------------------------------------------------------------- | ---------------- | ------------------------------------------- | ------------------------------------------------- | ------------ | ----------------- | ------------ |
|                                                                         | Harold Wilson    | Harold Wilson (1916–1995)                   | Premier                                           | 4 maart 1974 | 5 april 1976      | Labour Party |
|                                                                         | Denis Healey     | Denis Healey (1917–2015)                    | First Secretary of State                          | 4 maart 1974 | 4 mei 1979        | Labour Party |
| Minister van Financiën                                                  | Denis Healey     | Denis Healey (1917–2015)                    |                                                   | 4 maart 1974 | 4 mei 1979        | Labour Party |
|                                                                         | James Callaghan  | James Callaghan (1912–2005)                 | Minister van Buitenlandse Zaken                   | 4 maart 1974 | 5 april 1976      | Labour Party |
|                                                                         | Roy Jenkins      | Roy Jenkins (1920–2003)                     | Minister van Binnenlandse Zaken                   | 4 maart 1974 | 10 september 1976 | Labour Party |
|                                                                         |                  | Edward Short (1912–2012)                    | Lord President of the Council                     | 4 maart 1974 | 5 april 1976      | Labour Party |
| Leader of the House of Commons                                          |                  | Edward Short (1912–2012)                    |                                                   | 4 maart 1974 | 5 april 1976      | Labour Party |
|                                                                         |                  | Baron Shepherd Malcolm Shepherd (1918–2001) | Lord Privy Seal                                   | 4 maart 1974 | 10 september 1976 | Labour Party |
| Leader of the House of Lords                                            |                  | Baron Shepherd Malcolm Shepherd (1918–2001) |                                                   | 4 maart 1974 | 10 september 1976 | Labour Party |
|                                                                         | Elwyn Jones      | Baron Elwyn-Jones Elwyn Jones (1909–1989)   | Lord Chancellor                                   | 4 maart 1974 | 4 mei 1979        | Labour Party |
|                                                                         |                  | Peter Shore (1924–2001)                     | Minister van Handel                               | 4 maart 1974 | 5 april 1976      | Labour Party |
| President of the Board of Trade                                         |                  | Peter Shore (1924–2001)                     |                                                   | 4 maart 1974 | 5 april 1976      | Labour Party |
|                                                                         | Tony Benn        | Tony Benn (1925–2014)                       | Minister van Industrie                            | 4 maart 1974 | 10 juni 1975      | Labour Party |
|                                                                         |                  | Eric Varley (1932–2008)                     | Minister van Industrie                            | 10 juni 1975 | 4 mei 1979        | Labour Party |
|                                                                         |                  | Roy Mason (1924–2015)                       | Minister van Defensie                             | 4 maart 1974 | 10 september 1976 | Labour Party |
|                                                                         | Barbara Castle   | Barbara Castle (1910–2002)                  | Minister van Volksgezondheid en Sociale Zaken     | 4 maart 1974 | 5 april 1976      | Labour Party |
|                                                                         | Michael Foot     | Michael Foot (1913–2010)                    | Minister van Arbeid                               | 4 maart 1974 | 5 april 1976      | Labour Party |
|                                                                         |                  | Reg Prentice (1923–2001)                    | Minister van Onderwijs                            | 4 maart 1974 | 10 juni 1975      | Labour Party |
|                                                                         | Fred Mulley      | Fred Mulley (1918–1995)                     | Minister van Onderwijs                            | 10 juni 1975 | 10 september 1976 | Labour Party |
|                                                                         | Tony Crosland    | Tony Crosland (1918–1977)                   | Minister van Transport                            | 4 maart 1974 | 5 april 1976      | Labour Party |
| Minister van Milieu                                                     | Tony Crosland    | Tony Crosland (1918–1977)                   |                                                   | 4 maart 1974 | 5 april 1976      | Labour Party |
|                                                                         |                  | John Silkin (1923–1987)                     | Minister van Lokale Zaken en Ruimtelijke Ordening | 4 maart 1974 | 10 September 1976 | Labour Party |
|                                                                         |                  | Fred Peart (1914–1988)                      | Minister van Landbouw, Visserij en Voedsel        | 4 maart 1974 | 10 September 1976 | Labour Party |
|                                                                         |                  | Harold Lever (1914–1995)                    | Kanselier van het Hertogdom Lancaster             | 4 maart 1974 | 4 mei 1979        | Labour Party |
|                                                                         |                  | Willie Ross (1911–1988)                     | Minister voor Schotland                           | 4 maart 1974 | 5 april 1976      | Labour Party |
|                                                                         | John Morris      | John Morris (1931–2023)                     | Minister voor Wales                               | 4 maart 1974 | 4 mei 1979        | Labour Party |
|                                                                         | Merlyn Rees      | Merlyn Rees (1920–2006)                     | Minister voor Noord-Ierland                       | 4 maart 1974 | 10 september 1976 | Labour Party |
|                                                                         | Shirley Williams | Shirley Williams (1930–2021)                | Minister voor Begroting en Consumenten- beleid    | 4 maart 1974 | 10 september 1976 | Labour Party |
|                                                                         |                  | Eric Varley (1932–2008)                     | Minister voor Energie                             | 4 maart 1974 | 10 juni 1975      | Labour Party |
|                                                                         | Tony Benn        | Tony Benn (1925–2014)                       | Minister voor Energie                             | 10 juni 1975 | 4 mei 1979        | Labour Party |
|                                                                         |                  | Judith Hart (1924–1991)                     | Minister voor Ontwikkelingshulp                   | 4 maart 1974 | 10 juni 1975      | Labour Party |
|                                                                         |                  | Reg Prentice (1923–2001)                    | Minister voor Ontwikkelingshulp                   | 10 juni 1975 | 21 december 1976  | Labour Party |
| Formeel geen leden van het kabinet, maar woonde kabinetsvergadering bij |                  |                                             |                                                   |              |                   |              |
| Ambtsbekleder                                                           | Ambtsbekleder    | Ambtsbekleder                               | Functie(s)                                        | Ambtstermijn | Ambtstermijn      | Partij       |
|                                                                         |                  | Joel Barnett (1923–2014)                    | Onderminister voor Financiën                      | 4 maart 1974 | 4 mei 1979        | Labour Party |
|                                                                         |                  | Edmund Dell (1921–1999)                     | Thesaurier- generaal                              | 4 maart 1974 | 5 april 1976      | Labour Party |
|                                                                         |                  | Samuel Silkin (1918–1988)                   | Advocaat- generaal                                | 4 maart 1974 | 4 mei 1979        | Labour Party |
|                                                                         |                  | Bob Mellish (1913–1998)                     | Onderstaats- secretaris voor Financiën            | 4 maart 1974 | 5 april 1976      | Labour Party |
| Chief Whip in het Lagerhuis                                             |                  | Bob Mellish (1913–1998)                     |                                                   | 4 maart 1974 | 5 april 1976      | Labour Party |

Russell I ·
Smith-Stanley I ·
Hamilton-Gordon ·
Temple I ·
Smith-Stanley II ·
Temple II ·
Russell II ·
Smith-Stanley III ·
Disraeli I ·
Gladstone I ·
Disraeli II ·
Gladstone II ·
Gascoyne-Cecil I ·
Gladstone III ·
Gascoyne-Cecil II ·
Gladstone IV ·
Primrose ·
Gascoyne-Cecil III ·
Gascoyne-Cecil IV ·
Balfour ·
Campbell-Bannerman ·
Asquith I ·
Asquith II ·
Asquith III ·
Asquith IV ·
Lloyd George I ·
Lloyd George II ·
Law ·
Baldwin I ·
MacDonald I ·
Baldwin II ·
MacDonald II ·
MacDonald III ·
MacDonald IV ·
Baldwin III ·
Chamberlain I ·
Chamberlain II ·
Churchill I ·
Churchill II ·
Attlee I ·
Attlee II ·
Churchill III ·
Eden ·
Macmillan I ·
Macmillan II ·
Douglas-Home ·
Wilson I ·
Wilson II ·
Heath ·
Wilson III ·
Callaghan ·
Thatcher I ·
Thatcher II ·
Thatcher III ·
Major I ·
Major II ·
Blair I ·
Blair II ·
Blair III ·
Brown ·
Cameron I ·
Cameron II ·
May I ·
May II ·
Johnson I ·
Johnson II ·
Truss ·
Sunak ·
Starmer